# 13 مايو :وثائق رفعت عنها السرية
13 أيار: وثائق رفعت عنها السرية عن أعمال الشغب الماليزية عام 1969 هو كتاب للباحث كوا كيا سونغ حول حادثة 13 مايو عام 1969. نشرته مجموعة حقوق الإنسان سوارام سنة 2007 في الذكرى السنوية الثامنة والثلاثين لأسوأ أعمال شغب عنصرية في تاريخ ماليزيا، والتي وقعت في الغالب في كوالالمبور. العدد الرسمي للقتلى كان 196، لكن المراسلين المستقلين والمراقبين الآخرين قدروا العدد بما يصل إلى عشرة أضعاف. وكان ثلاثة أرباع الضحايا من صينيي ماليزيا، وشرد 6000 منهم بعد الحرائق. و كما يوحي العنوان، يستند الكتاب إلى وثائق رفعت عنها السرية، وأصبحت متاحة في مكتب السجلات العامة في لندن.
يتحدى الكتاب الموقف الرسمي للحكومة الماليزية بشأن سبب حادثة 13 مايو، إذ ذكرت الحكومة، في ذلك الوقت، أن التوترات التي تسببت فيها أحزاب المعارضة بعد انتخابات عام 1969 كانت السبب في الحادثة. في المقابل، ذكر كوا أن «الطبقة الرأسمالية للدولة الصاعدة» في المنظمة الوطنية الماليزية المتحدة، الحزب الحاكم، هي من بدأت أعمال الشغب عمدًا، بدعم من الشرطة والجيش، في المنظمة الوطنية الملايوية المتحدة، الحزب الحاكم، قد بدأت عمدا أعمال الشغب، بدعم من الشرطة والجيش، كانقلاب للإطاحة برئيس الوزراء تونكو عبد الرحمن لتنفيذ أجندة الملايو الجديدة.
بسبب تهم الكتاب، دعا العديد من السياسيين إلى حظره. وصادرت وزارة الأمن الداخلي 10 نسخ من مكتبة كبيرة في كوالالمبور بعد عدة أيام من إصدار الكتاب.  وأشار رئيس الوزراء الماليزي عبد الله بدوي في وقت لاحق إلى أن الحكومة لا تخطط لحظر الكتاب.

## الروابط الخارجية
https://www.kinibooks.com/product_info.php?products_id=692&osCsid=1daa4e2e6f2160ca25757dbbebc6458c